# Yang Jun
Yang Jun, chiń. 杨君 (ur. 10 czerwca 1981 w Tiencinie) – chiński piłkarz występujący na pozycji bramkarza. Obecnie występuje w Guangzhou Evergrande.

## Kariera reprezentacyjna
W 2007 wystąpił wraz ze swoją reprezentacją na Pucharze Azji.

## Sukcesy
- Guangzhou Evergrande
  - Chinese Super League: 2011, 2012
  - Chinese FA Cup: 2012
  - Chinese FA Super Cup: 2012